# Malma församling (före 1943)
Malma församlling var en församling i Västerås stift i nuvarande Köpings kommun. Församlingen uppgick 1943 i Bro och Malma församling.
Församlingskyrka var Malma kyrka.

## Administrativ historik
Församlingen hade medeltida ursprung och därur utbröts 1593 Malma fjärdings församling (Hed) och församlingen uppgick 1943 i Bro och Malma församling, namnändrad 1950 till Kolsva församling.

### Pastorat
- Medeltiden till 1593: Eget pastorat.
- 1593 till 1648: Moderförsamling i pastoratet Malma och Hed.
- 1648 till 1943: Eget pastorat.

## Organister
Lista över organister i Malma församling.
| Ämbetstid | Namn                    | Levnadstid | Övrigt         |
| --------- | ----------------------- | ---------- | -------------- |
| 1845-1878 | Anders Rasell           | 1815-1885  | Även klockare. |
| 1879-1914 | Johan Alfred Sjöblom    | 1850-1914  |                |
| 1915-1943 | Olof Natanael Södergren | 1882-      |                |